# 마호라바
마호라바(일본어: まほらば)는 코지마 아키라(일본어: 小島あきら) 원작의 만화로서 동명의 애니메이션이기도 하다. 일본의 만화잡지 ‘월간 강강 WING (月刊ガンガンWING/스퀘어 에닉스)’에서 2000년 11월호부터 2006년 7월호까지 약 5년 8개월의 연재를 거쳐 완결되었다. 만화는 총 62화(+번외편 6화), 단행본은 총 12권으로 구성되어 있다. 2005년 1월부터 6월까지 강강 WING에 연재되던 잡지로서는 처음으로 ‘마호라바 ~Heartful days (まほらば～Heartful days)’라는 타이틀로 TV도쿄(テレビ東京) 계열의 TV에서 방영되었다. 또한 동년 6월 3일부터 8월 26일까지 AT-X에서, 2006년 4월 12일부터는 키즈 스테이션에서도 방송되었다. 애니메이션은 총 26화로 구성되어 있다.
연재 당시 일본에서의 만화 잡지 집단 연재중단 사태와 작가의 병으로 인한 일시적인 연재 중단으로 중간에 연재가 중단될 위기도 있었지만 결국 월간 강강 WING의 최고 작품 중 하나로서 발전하였다. 한국에서는 시공사에서 정식 라이선스를 얻어 4권까지 발매했으나 이후 시공사의 만화 사업부문 축소로 인하여 시공사가 판권을 포기, 현재는 발매되고 있지 않다.

## 줄거리
그림책 작가를 목표로 상경한 시라토리 류시(白鳥隆士)와 공동주택 ‘나루타키 장(鳴滝荘)’ 주민들의 이야기이다.

## 주요 등장인물
애니메이션에서는 중요한 설정의 일부가 제작사에 의해 변경되어 있다. 또한 설정은 ‘마호라바 蒼(まほらば蒼)’와 원작 최종화에 의거한다. 서브 캐릭터 설정은 애니메이션 제작 결정 당시의 원작자가 발표한 것을 따르며, 등장인물의 연령은 ‘마호라바 蒼’의 시점에 따른다.
주요 등장인물은 전부 성(姓)에 색채를 뜻하는 글자가 들어가 있다. 또한 미나즈키(水無月) 가와 쿠로사키(黒崎) 가의 인물은 이름에 시간을 뜻하는 글자가 들어가 있다. 또한 조역인 시라토리의 친구 3명과 아칸도(阿甘堂) 점장 누나의 이름은 은행 이름이다. 이것은 원래 단행본 속 커버에 있는 만화 ‘조역천국(脇役天国)’에서 ‘돈이 굴러 들어올 거 같은’ 이름으로서 붙여진 별명이고 나중에 정식으로 캐릭터의 이름이 되었다.

### 나루타키 장(鳴滝荘)
시라토리(白鳥) 이외의 여러 주민은 마음속에 조그만 상처를 갖고 있다.
아오바 코즈에 (蒼葉 梢)
12월 21일생(애니메이션 24화에서는 12월 22일생), 17세. 혈액형은 O형. 키 158cm, 체중 45kg.
애니메이션의 성우는 아라이 사토미(新井里美).
나루타키 장의 집주인으로서 관리인실에 살고 있다. 세이카 단기대학 부속고교(青華短大付属高校)에 다니는 고등학생으로 타마미(珠実)의 친구. 매우 상냥하고 온화한 사람이지만 꽤 어벙한 성격이다. 어릴 적부터 매실장아찌(うめぼし)를 매우 좋아했다. 또한 조금 센스가 이상해서 보통 귀여워 보이지 않는 물건을 귀엽다고 생각하며 마음에 들어 하는 경향도 있다. 10년 전부터 시라토리(白鳥)에게 동경심을 갖고 있었다.
만화에서는 해리성동일성장해(DID), 즉 다중인격이라는 설정이 있고 주 인격 이외에도 4명의 인격이 있다. 정신적인 충격(넘어진다, 뒤에서 밀기, 속옷을 보였을 때, [치유리(千百合) 한정] 남자를 본다, 등)을 받으면 실신한 뒤 4명의 인격 중 하나가 발현된다. 그 원인은 증조할아버지의 죽음, 부모로부터의 학대(확실하지 않음)와 부모에게서 버림받은 어릴 적의 트라우마가 원인이다. 단행본 8권에서 시라토리와 사귀기 시작한 이후 각 인격과 부분적인 기억의 공유(코즈에를 포함한 5개 인격 전부가 시라토리와의 연인관계를 인식)가 시작되며 치유의 징후를 보인다. 코즈에가 가진 4명의 인격은 코즈에 자신이 만들어낸 이야기에 나온 등장인물이며 그녀의 보이지 않는 친구이기도 했다. ‘그림을 그리는 것’으로서 일종의 계기가 생기게 되며 그걸 알게 된 시라토리는 자신이 코즈에의 다중인격의 원인이 됐다며 고민하기도 한다. 하지만 4명의 인격은 각 인격의 기억의 공유가 완전하게 된 후 다른 인격이 나와 있는 동안은 다른 4명의 인격이 시라토리와 만나지 못하게 된다는 걸 깨닫고 고민 끝에 시라토리와 함께 있는 인격을 아오바 코즈에로 결정, 다시 하나의 인격으로 돌아가기로 한다.
애니메이션에서는 원작과는 달리 병명이 나오지 않고 인격이 바뀌는 것 역시 ‘변신’으로 설정이 바뀌어 있다. 또한 그 원인 역시 코즈에가 상점가의 추첨에서 당첨된 여행에서 부모가 사고로 죽고 자신의 탓이라며 책망하기 시작한 것이 원인이라고 바뀌어 있다. ‘변신’은 정신적 충격에서 자신을 지키기 위한 일종의 자기보호로 설정되어 있다. 그 때문에 ‘소중한 사람이 죽는다.’, ‘자신 때문에 누군가가 사고를 당한다.’등의 일이 트라우마가 되어있고 그 트라우마를 잊기 위해 마음을 닫아버리기도 한다.
최종화에서는 시라토리와 결혼하여 4명의 딸을 낳아 단란한 가정을 이룬다.
두 사람에게서 태어난 4명의 딸은 코즈에에게로 통합된 4명의 인격의 모습을 하고 있다.
마호타로에서는 THE WORLD 카드.
아오바 코즈에의 다른 인격
아카사카 사키 (赤坂早紀)아라이 사토미
남자 같은 말투에 폭력·공격적. 말보다 손이 먼저 나가는 타입이다. 하지만 원래는 순정파에 정의감도 강하며 아이들을 좋아하는 모습도 보여준다. 의외로 나비를 무서워하며 좋아하는 음식은 가루비 포테이토 칩(짭짤한 맛). 매실주밖에 못 마시지만 주변에는 술이 센 척 한다. 하지만 그녀가 술에 약한 것은 주변에서는 이미 다 알고 있는 상태라 사키의 폭주를 막기 위한 수단으로 사용되기도 한다. 머리모양은 포니테일을 하고 있는 경우가 많다. 좋아하는 사람 타입은 ‘솔직한 사람’으로 정직한 사람이라면 남녀를 가리지 않고 마음에 들어 한다. 코즈에가 시라토리와 사귀기 시작한 이후로 기억의 공유가 시작되어 시라토리에게 완전히 빠져 ‘너에게 다가오는 모든 위험에서 너를 지켜주겠다’라고까지 말한다. 부끄러움도 많이 타지만 그 부끄러움을 감추기 위해 무의식적으로 시라토리에게 강력한 공격을 하기도 한다. 흔히 말하는 ‘츤데레’. 코즈에가 그린 이야기에서는 ‘힘도 세고 정의감도 강해 모두를 지켜주는 상냥한 아이’로 나온다. 마호타로에서는 THE STRENGTH.
카나자와 나나코 (金沢魚子)아라이 사토미
정신연령 6세. 호기심이 많아 여러 가지 일에 흥미를 갖고 한번 무언가에 흥미를 보이면 그것에 대해 만족할 수준이 될 때까지 가만 있지 않고 다른 사람들을 들볶는 아이. 흥미를 보이는 상태는 눈이 ‘커진다(くりくりになる)’. 흥미를 보이는 것에 대해 만족하면 (피부가)‘반짝반짝’해진다. 정신적으로 어린아이이기 때문에 행동에 브레이크가 제대로 걸리지 않으며 항상 전력을 다해 행동하기 때문에 시라토리에게 육체적·정신적으로 많은 데미지를 준다. 필살기는 ‘나나코 미사일(몸을 날려서 공격)’. 인형을 좋아하고 특히 죠니(ジョニー:하이바라가 가진 인형)를 마음에 들어 한다. 머리모양은 코즈에의 평상 스타일에 두 갈래의 머리가 위로 솟은 더듬이 모양의 머리. 코즈에가 그린 이야기에서는 ‘당시의 코즈에와 같은 나이대의 명랑한 성격에 모든 일에 흥미를 가지는 아이’로 나온다. 마호타로에서는 THE STAR.
미도리카와 치유리 (緑川千百合)아라이 사토미
상대에게 맞는(치유리의 말로는 ‘Correct!(올바르다)’) 옷을 찾아내는 걸 사명으로 삼고 있지만 그 가치는 독자적인 기준으로 결정되며 자신이 그 상대에게 맞는 옷이라고 생각되면 상대가 싫어하더라도 강제로 옷을 갈아입히는 소녀. 흔히 말하는 ‘천상천하 유아독존(天上天下唯我独尊)’. 좀 심하다 싶을 정도로 지나치게 활기차며 알 수 없는 영어를 자주 섞어 쓴다. 귀여운 소녀를 매우 좋아하지만 남자에게는 이상할 정도로 혐오감을 보여 처음에는 시라토리도 싫어했지만 이건 연애에 흥미가 없기 때문은 아니다. 기억의 공유가 시작된 이후 사키와 마찬가지로 시라토리에게 빠진 상태가 되어 자신 나름의 방법으로 남자를 싫어하는 것을 극복하고 시라토리와 마주보고 제대로 이야기할 수 있기 위해 노력하게 된다. 타마미와의 콤비로 그녀들에게서 도망갈 수 있는 여자(시라토리 류코-白鳥隆子-포함)는 아무도 없다. 머리모양은 옆으로 머리를 묶은 모양. 쓰고 있는 안경은 모모노 메구미(桃乃 恵)의 안경이지만 애니메이션 18화에서는 모모노가 외출했는데도 안경을 쓰고 있었다. 코즈에가 그린 이야기에서는 ‘모두에게 귀여운 옷을 나눠주러 다니는 멋쟁이 아가씨’로 나온다. 마호타로에서는 THE LOVERS.
콘노 나츠메 (紺野 棗)아라이 사토미
특이한 점이라면 낯가림이 심하다는 것. 그렇기 때문에 나루타키 장의 다른 사람들과는 이야기를 잘하지 못하고 시라토리와 친해지기 전까지는 아무도 나츠메의 이름조차 몰랐으며 이야기를 하는 모습도 보여준 적이 없다. 시라토리와 친해진 것을 계기로 다른 사람들과 친해지기 위해서 노력하고 있지만 여전히 시라토리 이외의 사람에겐 익숙해지지 못한다. 마술이 특기로 마호라바 蒼(まほらば蒼)에서의 직업은 ‘매지컬♥낫찡’. 말끝에 ‘…일지도’ 라는 말을 자주 붙인다. 만화에서는(애니메이션에서도 잠깐) 머리에 나오는 꽃의 수로 감정표현을 한다. 꽃이 많이 나오면 기합이 팍팍 들어가 있는 상태, 꽃이 시들어 있으면 자신이 없는 상태, 엄청난 수의 꽃이 나오면 기뻐하는 것이라는 등의 정도. 원래 수줍음이 많았던 나츠메이기 때문에 시라토리와 사귀기 시작한-기억의 공유가 일어난 이후로는 시라토리의 얼굴을 제대로 보지 못하고 숨어버리는 일도 많다. 머리모양은 주로 트윈 테일. 또한 코즈에의 다른 인격 중에서 대표 격의 인격인 듯하다. 코즈에가 그린 이야기에서는 ‘무지개와 별을 불러낼 수 있는 수줍음 많은 마법사’로 나온다. 마호타로에서는 THE MAGICIAN.
시라토리 류시 (白鳥隆士)
9월 9일생, 19세. 혈액형은 O형. 175cm 70kg. 성우는 시라이시 료코(白石涼子)
나루타키 장 2호실에 산다. 일단은 주인공… 그림책 작가를 목표로 ‘스메라기 디자인 전문학교(皇デザイン専門学校)’에서 그림책 작가 코스를 수료 중. 그림책 작가에 대한 재능도 꽤 있는 듯하다. 본가에서 학교까지 통학에 3시간이 걸리기 때문에 통학 시간을 줄이기 위해 상경하여 6촌 관계인 아오바 코즈에가 관리자로 있는 나루타키 장에 오게 된다. 기본적으로 좀 둔한 성격이고 자신이 코즈에를 좋아하는 마음도 반년 이상이나 지나서야 자각할 정도다. 그 이후는 우여곡절 끝에 연인사이가 된다.
약간은 믿음직하지 못한 면도 있긴 하지만 다른 사람의 고민을 진지하게 들어주고 자신의 일처럼 생각해주는 상냥함과 온화함의 소유자. 진심에서 우러나오는 그의 말에 용기를 얻은 사람도 많지만 정작 시라토리 그 자신은 자각이 없다. 그 때문인지 주변의 여자가 시라토리에게 호감을 갖는 일도 많은데 타마미는 이걸 별로 좋게 생각하지 않는다. 너무 깊게 생각하는 것이 좀 흠이지만 무의식에 가까운 레벨로 다른 사람에 대해서 진심으로 생각하기 때문에 정확한 조언을 할 수 있는 능력이 있기도 하다. 매일 연속으로 모모노가 벌이는 연회에 휩쓸리는 일도 많고(거기다 그 연회는 항상 시리토리의 방) 여장을 당하기도 한다.
최종화에서는 전문학교를 졸업하고 코즈에와 결혼한 뒤 그림책 작가가 된다.
마호타로에서는 THE HANGEDMAN.
시라토리 류코 (白鳥隆子)
시라토리가 여장한 모습의 이름(모모노와 타마미가 멋대로 붙였다). 등장 당시의 캐치프레이즈는 ‘시라토리 류코, 혜성같이 등장’. 시라토리 본인이 여자 같은 얼굴을 하고 있어서 어떻게 봐도 남자로는 보이지 않는다. 본인은 이 모습을 굉장히 싫어하지만 필요에 따라(주로 치유리를 위해) 자기 스스로 여장을 할 때도 있다. 그 미모는 남자를 싫어하는 치유리조차 남자라고 눈치 채지 못할 정도. 타마미에 의하면 ‘이대로라면 신주쿠에서 넘버원이 되는 것도 꿈이 아닐 것’이라고 한다. 하지만 쿠로사키 사요코(黒崎沙夜子)는 한 번에 시라토리 류시임을 알아본다. 모모노와 타마미를 피해 집에서 도망쳐 나와 상점가에서 전문학교의 친구인 츠바사(翼)를 만나지만 츠바사는 그의 정체를 알아채지 못하고 첫눈에 반해 멋대로 ‘레이코(麗子)씨’라고 이름을 붙인다. 하지만 그 이후에 츠바사가 자신의 여장 모습에 반해 그녀(?)를 찾고 있다는 걸 알고 나서 츠바사에게 여장모습으로 나타나 츠바사의 고백을 거절한다. 마호타로에서는 THE SUN.
챠노하타 타마미 (茶ノ畑珠実)
11월 8일생, 17세. 혈액형은 B형. 151cm, 38kg. 성우는 호리에 유이(堀江由衣).
나루타키 장의 1호실에 살고 있다. 다른 이름은 ‘브라우니 브라운’, 줄여서 브라브라. 단행본 속표지의 만화 ‘조역천국’과 단행본 뒤편의 ‘후기지옥’에 등장할 때 쓰는 이름이다. 아오바 코즈에의 친구. 초등학교 4학년 때 코즈에를 만나 계속 같이 지내고 있다. 조금 김빠진 말투로 말끝을 늘여서 말할 때가 많다. 하지만 엄청난 독설가로 코즈에와 시로가네 미야비(銀 雅)선생 이외에는 심한 말을 쏟아내기도 한다. 천성적으로 모든 것에 재능이 있으며 모든 것을 잠깐 보는 것만으로도 쉽게 이해 및 마스터가 가능한 엄청난 천재. 그렇기 때문에 코즈에와 만나기 전에는 모든 일에 성취감이 없어 감정을 표현하는 일도 없었다. 모모노가 대학 수험 공부를 할 때 그녀를 가르칠 정도의 실력을 갖고 있으며 어떤 때는 코즈에에게 시비를 걸려 하는 불량학생 세 명을 순식간에 쓰러트리기도 한다. 그때 사용한 기술은 ‘순간박살’이라는 무시무시한 기술(원작에서는 ‘무제한 개방중’으로 표현됨). 또한 사람의 약점을 어느 새인가 사진으로 찍어 협박하기도 한다. 이러한 엄청난 능력은 주로 코즈에를 지키기 위해 사용하고 인격이 바뀐 코즈에에 대한 나쁜 소문이 돌지 않고 평온한 학교생활을 할 수 있도록 하기 위해서는 모든 힘을 아끼지 않는다(수단을 가리지 않는 실력행사). 카메라를 항상 가지고 다니며 촬영 찬스를 노리고 있다. 그녀의 방은 왠지 위험하며 들어가면 나올 때 일어서지 못할 정도로 정신적인 충격을 받는다. 모모노가 자고 있을 때 숨어 들어가 가슴을 만진다던지(깨우기 용) 같은 반 학생이 옷 갈아 있는 모습을 카메라로 찍는다던지 등의 성추행에 가까운 짓도 많이 한다. 약간 동성애의 기질이 있으며, 코즈에에 대해 가진 마음은 동성애(‘카드캡터 사쿠라’의 ‘다이도우지 토모요(大道寺知世)’와 같은)에 가깝지만 시라토리와의 코즈에에 대한 언쟁에서 완패한 뒤는 두 사람을 지켜봐 주기로 한다. 하지만 결국은 변함없이 코즈에에 대한 마음을 말로 꺼내는 일이 더 많다. 오컬트 연구부에 소속되어 있지만 별로 활동은 하지 않는 유령부원. 시라토리와의 언쟁 이후에는 자신의 삶의 보람이 될 만한 걸 찾고 있다.
최종화에서는 고등학교를 졸업하고 사진사로서 전 세계를 돌아다니며 나루타키 장에는 잘 오지 않는다. 머리는 어릴 때의 스트레이트 스타일로 하고 다니지만 체형 쪽에서는 전혀 성장하지 않은 듯 싶다. 전 세계를 돌아다니는 중에 시바(紫羽)부부 (시바 류타로-모모노 메구미)와 몇 번 만난 적도 있다. 마호타로에서는 THE TOWER.
덤으로, 이 캐릭터는 카드캡터 사쿠라의 등장인물인 다이도지 토모요의 오마쥬 캐릭터이기도 하다.
모모노 메구미 (桃乃 恵)
2월 13일생, 초기 설정은 19세였지만 단행본 9권에서 20세로 수정. 혈액형은 O형.
167cm, 47kg. 성우는 아사노 마스미(浅野真澄). 나루타키 장의 3호실에 살고 있다. 다른 이름은 ‘닥터 핑크’, 줄여서 닥핑. 단행본 속표지의 만화 ‘조역천국’과 단행본 뒤편의 ‘후기지옥’에 등장할 때 쓰는 이름이다. 와시다 대학(鷲田大学)에 다니는 대학생이지만 1학년 때 이수 학점을 많이 따 뒀기 때문에 2학년인 지금은 자체 휴학 상태(즉, 땡땡이 중). 그렇기 때문에 항상 나루타키 장에 있다. 밝은 성격에 나루타키 장의 분위기 메이커. 이벤트 같은 것의 계획 및 실행(단 항상 돌발적)을 담당한다. 다른 사람을 인형 취급하며 가지고 노는 걸(주로 시라토리) 좋아하지만 사실 꽤 수줍음을 많이 탄다. 술을 좋아해서 항상 무슨 구실을 붙여 술판을 벌이길 좋아한다. 가변형 더듬이 모양의 머리가 하나 솟아있다. 초기 설정은 19세였지만 번외편 ‘빛’에서 1년 유급한 것이 언급되어 단행본 9권에 실린 ‘후기 지옥 피버’에서 설정이 19세에서 20세로 변경된다. 그래서 이후의 생일에서는 나이가 21세가 된다.
꽤 향락적인 성격이지만 사실 부잣집 아가씨로서 중학생 때까지는 피아노에 재능을 보였고 그에 대한 장래도 꽤나 유망했었다. 하지만 주변에서의 지나친 기대가 그녀에게 심한 압박을 주어 압박을 견디지 못하고 자살을 시도하기도 했었다. 그 뒤 피아노는 그만두었다. 피아노를 그만둔 뒤에는 담배를 피우기 시작했고 약 1년간 학교를 쉬어 유급되기도 했다. 그 이후 부모와의 관계는 소원한 상태이며 부모는 그녀의 불만을 막기 위해 매달 30만 엔의 돈을 송금하고 있다. 왼쪽 손목의 자살 시도로 인한 상처는 아직 남아있으며 외출할 때는 손목시계나 팔찌, 리스트 밴드 등으로 가리고 다니지만 아무것도 팔목에 하고 있지 않을 때에는 옆에서 보면 팔목의 상처가 보인다.
불량학생이 된 이후 자살시도에 대한 소문이 교내에 퍼져 있을 곳이 없어진 그녀가 학교의 낡은 건물에서 시간을 보내던 중 우연히 그 곳에 들어오게 된 시바 류타로(紫羽龍太朗)와 만나서 그의 솔직한 마음에 의해 감화되어 시바 류타로와 사귀기 시작한다. 시바 류타로와 사귀기 시작한 이후엔 금연한 모양. 현재 시바 류타로는 영화 제작 공부를 위해 해외 유학중이고 오랫동안 원거리 연애 관계를 지속하고 있다. 시바 류타로의 영향을 받아 모모노 자신도 영화를 꽤 좋아하는 편이고 방 안에 엄청난 수의 DVD를 소장 중이며 대부분 그녀가 좋아하는 B・C급의 영화이다. 모모노는 고등학교 때까지는 안경을 쓰지 않았지만 시바 류타로와 같은 대학에 들어가기 위해 열심히 공부를 하면서 시력이 떨어져서 결국 시바 류타로와 같이 안경을 쓰게 된다. 또한 항상 매고 있는 초커는 시바 류타로와의 추억을 상징하는 물건. 55화에서 시바 류타로와 약혼한 뒤 같이 시바 류타로가 유학중인 프랑스(애니메이션에서는 미국)로 떠나기 위해 나루타키 장의 방을 정리했고 모모노가 쓰던 방은 타마미가 AV실로 쓰기로 했다. 최종화에서는 시바 류타로와 결혼한 뒤 ‘루리(瑠璃)’ 라고 하는 딸을 낳았다. 마호타로에서는 THE CHARIOT.
쿠로사키 사요코 (黒崎沙夜子)
10월 17일생, 나이 : 불명. 혈액형은 AB형. 160cm, 47kg. 성우 : 후지와라 미오코
나루타키 장 5호실에 살고 있으며 아사미(朝美)의 엄마. 무기력하고 네거티브하며 음침함. 마음이 약해지거나 할 때 자살하려고 하는 버릇이 있지만 악운에 엄청나게 강해 자살은 항상 미수로 끝난다. 애니메이션에서는 심의상 이유로 자살 버릇은 도망가려는 버릇으로 변경되어 있다. 길 찾는 감각이 전혀 없으며 가만히 놔두면 금세 잠들어 버린다. 유일한 삶의 보람은 아사미. 먹는 것과 아사미에 대한 일 이외에는 자기 스스로 움직이는 일은 거의 없다. 기본적으로 취미도 없지만 생활력에 전혀 관계없는 일(체스, 바이올린, 조각)에는 재능이 있다. 조각에 대한 재능은 조각가인 아버지의 영향을 받은 것으로 보인다. 대표적인 작품으로는 ‘새 먹이’, ‘쿠로사키 아사미’, ‘코즈에 생일 선물로 만든 나루타키 장 모형’이 있다.
미나즈키(水無月) 가에서 남편인 쿠로사키(이름 불명)와 결혼하기 위해 뛰쳐나온 이후 본가와는 절연상태에 있었고 집을 뛰쳐나온 직후 남편인 쿠로사키가 사고로 사망 혼자서 아사미를 키웠다(하지만 아사미가 사요코를 돌본 걸로 보인다.). 그 이후 우연히 사요코를 발견한 동생 미나즈키 마히루(水無月まひる)와 메이드 타치바나(タチバナ)에 의해 미나즈키 가로 강제 전송되어 아버지와 화해하게 된다. 또한 미나즈키 가와 아사미와의 관계도 인정받아 이후는 서로의 집에 놀러가거나 축제(마츠리:祭り)에 같이 가기도 한다. 나루타키 장의 냉장고는 공동 사용이고 그 중에서 시라토리의 음료수를 멋대로 꺼내 마시는 등 먹을 것에 대해서는 다른 사람 것도 별로 분간하진 않는 것 같다. 좋아하는 음식은 물 양갱(水羊羹:みずようかん). 타마미의 말로는 ‘생활력도 없는 전형적인 안 되는 인간’이라는 말도 듣지만 피가 이어지지 않은 아사미를 친자식처럼 아끼고 사랑하는 모습은 훌륭한 ‘어머니’의 모습이라고 할 수 있겠다. 이미 죽은 남편에 대해서 변함없는 사랑을 지니고 있으며 아사미가 시라토리에 대해서 상담한 내용을 우연히 듣게 된 뒤 땡땡이치는 버릇이나 자살하려는 버릇을 서서히 고쳐나가고 있다.
최종화에서는 목공예품을 만드는 토비타 하루카(鳶田 遙)와 함께 목공예품을 만들어 판매해 생계를 꾸려나가고 있다. 조금씩 사들이고 있는 가구가 늘어나고 종이 박스의 수가 점점 줄어드는 걸로 봐서는 조화를 만들거나 인형 눈을 붙이는 것 같은 부업은 이제 하지 않는 것 같다. 마호타로에서는 THE DEATH.
쿠로사키 아사미 (黒崎朝美)
6월 26일생, 13세. 혈액형은 A형, 142cm, 35kg. 성우는 텐진 우미(天神有海).
나루타키 장의 5호실에 산다. 사요코의 딸이지만 친딸은 아니며 아버지인 쿠로사키가 있던 보호시설 출신으로 아버지인 쿠로사키가 보호시설에서 맡은 뒤 사요코와 결혼하여 법적으로 입양 절차를 밟은 딸이다. 중학생이지만 중학생 치고는 몸집이 작고 최근 몇 년간 전혀 성장하지 않았다고 한다. 진지한 성격에 매사에 노력도 열심히 하는 성격이고 항상 긍정적이며 모든 사람을 편견을 갖지 않고 생각한다. 이런 성격으로 다른 사람들에게 사랑받는 성격이다. 어머니인 사요코와는 달리 모든 것에 확실한 성격이며 생계를 이어 나가는 부업은 거의 다 아사미가 하고 있다. 먹을 수 있는 풀을 길가에서 뜯어 오거나 종이 박스로 이불과 가구를 대체하기도 하고 가난한 생활에 있어서도 이미 초탈한 듯. 오렌지 주스 같은 건 반드시 3배 희석해서 마시고 어머니와는 달리 긍정적인 성격이지만 돈에 관련된 얘기가 나오면 네거티브 모드로 들어가 ‘그 사람의 딸이라는 걸 실감하게 한다.(by 시라토리)’
다른 사람의 연애에 대한 이야기에 약하며 자극이 센 이야기를 들으면 얼굴이 새빨개져서 실신한다. 자신을 혼자서 키워온 사요코에 대해서 마음 속 깊은 곳에서부터 감사하는 마음을 갖고 있으며 존경까지 하고 있다. 미나즈키 가와의 화해 이후 가끔씩 마히루와 같이 논다. 요리가 취미이며 다른 사람들이 자신이 만든 음식을 먹고 기뻐해 주면 좋아한다. 좋아하는 음식은 푸딩.
최종화에서는 고등학교에 진학한 뒤 아르바이트와 수험공부를 같이 하느라 바쁜 모양이다. 드디어 조금 키도 자라기 시작해 키가 타마미와 비슷해졌다. 마호타로에서는 THE TEMPERANCE.
하이바라 유키오 (灰原由起夫)
생일 불명, 36세. 182cm, 77kg. 성우는 호리우치 켄유(堀内賢雄).
나루타키 장의 6호실에 살고 있다. 극단적으로 말수가 적고 다른 사람과의 대화는 퍼펫 인형인 죠니가 대신하고 있다. 죠니가 없을 때에는 필담으로 이야기를 할 정도로 대인공포증이 있고 죠니가 없으면 거의 이야기를 하지 못한다. 직업은 소설가로서 꽤 유명한 작가인 모양. 나루타키 장 내에서도 존재감이 거의 없고 다른 주민에게서 잊히는 일도 꽤 있으며 죠니에게서도 ‘당신, 여기 분위기에서 혼자 붕 떠있는 거 같아.’ 라는 말을 듣기도 한다. 항상 담배를 물고 있으며 한가할 때는 정원의 호수에서 낚시를 즐기기도 한다. 낚시를 하는 이유는 낚시를 하고 있으면 아이디어가 떠오르기 때문이라나. 옛날부터 책 읽는 것을 좋아하며 일부 마니아로부터는 문학소년이라는 이유로 꽤 인기가 있었던 것 같다. 소설가를 꿈으로 상경했던 때에 코즈에의 증조부인 아오바 소이치로(蒼葉総一朗)와 만나서 그 이후 나루타키 장에 살다가 아오바 소이치로의 손녀 부부가 오게 되면서 잠시 다른 곳에 살기도 했었다. 이후 코즈에의 부모가 없어진 다음부터 나루타키 장의 관리인을 맡아 어설프게나마 코즈에의 부모 역을 대신하며 코즈에를 혼자서 키워왔다. 마호타로에서는 THE HERMIT.
류세이 죠니 (流星ジョニー)
하이바라 유키오의 손에 있는 인형(퍼펫 인형)이다. 하이바라가 말하려는 걸 대변하는 역할을 맡으며 죠니의 말로는 하이바라 유키오는 자신의 덤이며 자신과 하이바라 유키오는 일심동체라고 한다. 원래는 코즈에가 어릴 적에 가지고 놀던 인형이며 부모에게 버림받았던 코즈에를 찾아온 하이바라가 코즈에와의 대화를 이끌어 내기 위해 사용하기 시작한 게 계기가 되었다. 천적은 코즈에의 인격 중 하나인 카나자와 나나코.

### 스메라기 디자인 전문학교(皇デザイン専門学校)
시로가네 미야비 (銀 雅)
나이 불명, 159cm. 성우는 키노시타 사야카(木下紗華).
시라토리가 다니는 전문학교의 그림책 작가 코스의 강사. 보통 웃는 표정으로 침착한 모습을 유지하는 사람이지만 수업 중에 다른 짓을 하는 등 태도가 좋지 않은 모습을 발견했거나 과제를 잊고 하지 않은 학생에게 ‘사랑이 있는’ 벌(빙의로 추정)을 내린다. 그 벌에 대한 자세한 것은 받은 사람이 말도 꺼내지 못할 정도로 무서운 것으로 알려져 있으며 학생들에 있어서 공포의 대상이다. 품위 없는 것을 매우 싫어하며 시라토리의 친구인 츠바사에 대해서는 천적에 가까운 인물. 보통은 후리소데를 입고 있지만 설날에는 평상복을 입는 등 설과 보통 입는 옷이 다른 사람과는 정반대이다. 타마미와는 무언가 교감이 있었던 모양인지 친밀한 관계를 유지하고 있다. 타마미는 시로가네를 ‘선생님’이라 부르며 존경하고 있다. 마호타로에서는 THE EMPRESS.
야마부키 츠바사(山吹 翼)
통칭 ‘에로’, 19세. 178cm. 성우는 토키타 히카루(時田 光).
시라토리가 다니는 스메라기 전문학교의 남학생. 여자를 매우 좋아하며 야한 그림을 그리기 좋아하고 항상 여자에 대한 엄청난 관심을 표현한다. 하지만 ‘레이코씨(시라토리 류시의 여장모습)’를 만난 뒤로 그녀에 대해 진지한 마음을 품게 되어 진실한 사랑에 눈을 뜨게 된다. 하지만 그의 마음은 결실을 얻지는 못하고 나중에 공원에서 만나게 된 미치요(三千代:아사미의 친구)와 만나게 되어 서로 위로해 주다가 최종화에서는 그녀와 사귀게 된다. 미치요는 츠바사에게 보통 도시락을 싸 주거나 밸런타인에는 초대형 초콜릿을 주기도 한다. 츠바사가 그녀를 대하는 모습은 평소와 같은 변태적인 발언이 아닌 진지한 모습을 보여준다. 여동생(마이코:舞子)가 있지만 그녀는 그를 좋아하지는 않는다. 야한 그림을 그리는 건 어쨌든 그림에는 꽤 실력이 있으며 진지하게 그림을 그리면 시라토리와 비슷한 정도의 그림 실력을 갖고 있다. 53화에서는 자신의 길로 나가기 위해 그림책 작가 코스를 그만두고 만화가 코스로 학적을 변경하게 된다.
단행본 속표지의 ‘조역천국’에서 ‘츠바사’이라는 이름이 붙었고 나중에 그 이름이 본명이 된다. 그 이후 본편에서의 출연이 많아져 결국 조역천국에는 나오지 않는다. 하지만 애니메이션에서는 ‘친구 A’로 이름이 설정되어 있다.
최종화에서는 만화가로 데뷔하여 현재는 주간 소년지에 ‘섹시학원 미녀비전’을 연재 중이다. 흔히 말하는 인기작가가 된 모양이다. 마호타로에서는 THE FOOL이지만 정작 본인은 구석에 조그맣게 그려져 있고 ‘미녀비전’의 망상을 하고 있는 모습이다.
아마네 미즈호 (亜麻根瑞穂)
통칭 ‘못 박힌 배트’. 19세, 160cm. 성우는 마스 노조미(升 望).
시라토리가 다니는 스메라기 전문학교의 여학생. 츠바사의 폭주를 막기 위해 못이 박힌 배트를 들고 다니며 일일이 잔소리를 한다. 그림책 작가 지망이지만 그림은 절망적일 정도로 실력이 없다. 연애에 대한 생각이 많고 츠바사에 대해 좋은 감정을 갖고 있었던 모양이지만 그걸 말로 한 적은 없다. 하지만 그다지 깊게 신경을 쓰진 않았던 것 같고 츠바사가 미치요와 사귀기 시작한 이후로는 깨끗하게 손을 뗀 모양. 코믹 마켓을 ‘축제’라고 친구인 아이자와 리소나(藍沢理想奈)가 말해서 코믹 마켓에 유카타를 입고 온 이후 ‘칠천발도제 아야네’라고 코믹 마켓에 온 사람들에게 코스프레로 오해당하기도 한다. 조역천국에서 ‘미즈호’라는 이름이 붙었으며 나중에 그 이름이 본명이 된다. 리소나와 함께 단행본 속표지의 ‘조역천국’의 주요 캐릭터. 애니메이션에서는 이름이 ‘친구 B’로 설정되어 있으며 못 박힌 배트도 메가폰으로 바뀌었다.
최종화에서는 자신이 그림에 대한 재능이 없음을 깨닫고 작가의 길을 포기한 뒤 문예 잡지의 편집자가 되어 하이바라의 담당자가 되었다. 하이바라와는 나루타키 장에서 시라토리와 함께 전문학교의 과제를 한 뒤부터 꽤 좋은 관계를 유지 중. 마호타로에서는 THE EMPEROR.
아이자와 리소나 (藍沢理想奈)
통칭 ‘야오녀’. 19세, 158cm. 성우는 모리야마 리쿠(森山理来).
시라토리가 다니는 스메라기 전문학교의 여학생. 원래는 만화 전문학교를 다녔지만 본인은 친구인 미즈호에게 스메라기 전문 학원으로 끌려왔다고 한다(미즈호의 주장으로는 ‘리소나 스스로 따라오려고 했다.’). 오타쿠 기질이 있으며 코스프레를 하기도 하고 동인지를 만들기도 한다. 별명처럼 BL/야오이 전문이냐고 물으면 전혀 그렇지 않다. 단지 주력 분야가 BL일 뿐. 아사미를 꽤나 귀여워하며 미즈호에게 겨울 코믹 마켓을 ‘축제(마츠리)’라고 속여 데리고 간다. 코스프레를 할 때의 이름은 ‘니나’로서 꽤 인기가 있다. 조역천국에서 ‘리소나’라는 이름이 붙었으며 나중에 그 이름이 본명이 된다. 애니메이션에서는 ‘친구 C’로 이름이 설정되어 있다.
최종화에서는 스메라기 전문 학원을 졸업한 뒤에도 자신의 취미에 몰두하여 동화를 소재로 한 BL 동인지를 만드는 등의 생활을 하고 있다. 거기다 개인 서클이 꽤 유명한 서클이기도 하다. 마호타로에서는 HIEROPHANT.

### 세이카 단기대학 부속고교(青華短大付属高校)
오컬트 부장 (部長)
본명 불명, 현재 쓰는 이름은 ‘에리카 버밀리온(エリカ・バーミリオン)’.
18세, 165cm. 성우는 이토 시즈카(伊藤 静).
챠노하타 타마미(茶ノ畑珠実)와 아오바 코즈에(蒼葉 梢)가 소속된 오컬트 연구부의 부장. 자칭 사타니스트로서 약간 마조히스트 적인 면이 있으며 자신을 비난하는 말에 대해서 희열을 느낀다. 말장난 개그를 좋아해서 자주 써먹는 모양이지만 아사미 이외에는 전혀 먹히지 않는다. 일단 얼굴만 봐서는 꽤나 미인이지만 눈동자에 전혀 생기가 없다. 이상한 망토를 항상 걸치고 있으며 여름인데도 교복 동복과 망토를 항상 착용하고 있으며 사복을 입더라도 망토는 꼭 걸친다. 망토로 가려져 있지만 체형의 스타일은 꽤 좋은 편. 왠지 변태적인 외견과 성격을 가지고 있지만 때때로는 진지하게 조언을 해 주거나 진지한 인생론을 펼치는 등 타마미에게도 신경은 쓰이는 존재. 부장 본인은 시종일관 타마미 LOVE로 행동을 하고 있지만 항상 타마미한테 거절당한다.
오컬트 연구부 부장으로서 점술 실력은 꽤 좋은 편이고 원작에서 첫 등장할 때는 타마미와 메구미를 제외한 나루타키 장 전원에게 성격과 미래를 타로카드로 점쳐주기도 한다. 진쟈(神社)에 가까이 가면 성격이 완전히 다른 사람으로 바뀌어 버리며 비난을 받으면 울먹이거나 새전함(賽銭箱)에 1만 엔을 넣고 다른 사람의 행복을 빌어주는 등 평소에 하지 않던 행동을 보인다. 어릴 적에는 왠지 눈도 반짝반짝 하는 게 꽤 귀여웠지만 지금은 어디가 어떻게 되어서 저렇게 되었는지는 모르겠다. 졸업 후에 오컬트 연구부장 자리를 강제로 타마미에게 넘기고 심심할 때는 나루타키 장의 3호실(모모노 메구미가 살던 방)에 침입해 들어와서 멋대로 DVD를 보거나 한다.
파멸적인 언동 (원작에서)히라가나와 카타카나가 뒤섞인 말투 개성 넘치는 외모를 자랑하는 캐릭터라서 그런지 독자들에게 이상할 정도로 인기가 많았다. 캐릭터 인기투표에서는 두 번이나 코즈에를 제외한 메인 캐릭터들을 제치고 3위(1회)·4위(2회)에 오르는 등 범상치 않은 인기를 자랑한다. (타마미의 말로는 ‘다들 머리가 어떻게 된 게 아니냐.’고 한다.)
최종화에서는 점술 실력을 살려 커다란 점술관을 운영하고 있다. 적중률이 높아서 젊은 여성들에게 인기가 꽤 많은 것 같다. 마호타로에서는 THE DEVIL.
우츠기 히로 (空木 尋)
통칭 ‘히로’, 17세. 코즈에의 같은 반 친구로 관현악 동호회의 회장이다. 회장이라고는 하지만 지휘봉을 휘두르는 것 밖에는 못한다. 회원은 회장을 포함하여 3명으로서 폐부 직전의 작은 동호회. 미나즈키 가에서 메이드로 일하고 있는 사쿠라(サクラ)의 여동생으로서 '지지리도 일이 잘 안 풀리는 녀석'이라는 느낌이 강하지만 의욕만큼은 대단하다. ‘히아아~’라고 말하는 게 입버릇이고 코즈에를 ‘코즈에폰(梢ポン)’이라고 부른다. 마히루가 코즈에를 부를 때 ‘코즈에폰’이라고 하는 건 히로의 영향.
최종화에서는 언니인 사쿠라를 따라 미나즈키 가의 메이드로 일한다.
마호타로에서는 사쿠라와 같이 등장하여 THE WAND.
궁도소녀 (弓道ちゃん)
학교에서 항상 코즈에, 타마미와 같이 다니는 같은 반 친구. 세이단고 축제(세이카 축제:青華祭)에서 다섯 발 300엔의 사격 가게를 열었다. 시험 성적은 학년 204등인 걸로 봐서는 머리는 그다지 좋지 않은 것 같다. 너무나도 적은 출연 횟수에 조역천국에서마저 잊혀 존재 자체가 위험한 캐릭터. 최종화에서는 출연조차 하지 않는다.

### 후타바다이 제 2 중학교(双葉台第二中学校)
마츠바 사츠키 (松葉五月)
통칭 ‘사츠’, 13세. 157cm. 성우는 와타나베 아케노(渡辺明乃).
아사미의 같은 반 친구. 미치요의 폭주를 사전이나 육법전서 같은 두꺼운 책으로 내리 찍어서 멈추게 한다. 하지만 그 책을 보고 있는 것은 전혀 보지 못했으므로 단지 무기로서 쓰고 있는 것 같다. 남자에게는 별로 흥미가 없는 것 같고 그저 좋아하는 건 아사미. 시샘할 줄 모르는 성격으로서 남들에게 휘둘리기 쉬운 아사미가 쓸데없는 일에 휘말리지 않는 것도 순전히 그녀의 덕이다. 아사미와 같이 미나즈키 가에 놀러가거나 처음 보는 사람에게도 예의바르게 대하는 등 사교성도 좋으며 아사미와는 또 다른 의미로 확실한 성격.
최종화에서는 고교 진학 후에도 변함없이 아사미와 친구 관계를 지속하고 있고 도서관에서 만난 연상의 연인과 교제 중이다. 마호타로에서는 THE MOON.
아사기 미치요 (浅葱三千代)
통칭 ‘미츠’, 13세. 155cm. 성우는 리소나와 같은 모리야마 리쿠(森山理来).
아사미의 같은 반 친구. 화려하고 움직임이 큰 춤이 눈에 띄는 아가씨. 항상 두 개의 부채를 가지고 다닌다. 또한 부채에는 호랑이가 그려진 ‘맹호(猛虎)’와 ‘신세계(新世界)’가 쓰여 있다. 집안이 부자인 건 사실이나 부동산으로 인한 벼락부자로 미나즈키 가와 같이 엄청날 정도는 아니다. 그 때문인지 엄청난 재력을 자랑하는 미나즈키 가를 필요 이상으로 의식하고 있다. 자존심이 세고 사교적인 면이 조금 떨어져서 학급 내에서도 겉도는 존재이지만 사실은 외로움을 많이 타는 아이. 그러한 자신에게 다른 아이들과 같이 친절하게 대해준 아사미와 친해지고 싶어 하지만 솔직하지 못한 성격 때문에 잘되지는 않고 있다. 그 때문에 공원에서 혼자 울먹이고 있을 때 시라토리의 친구인 츠바사와 만나 여러 가지 이야기를 한 뒤 서로 마음이 맞는 사이가 된다. 그 이후 도시락을 만들어 주거나 밸런타인 때 사람 키의 반 정도 되는 초대형 초콜릿을 만들어 준다던지 하며 서서히 츠바사에 대한 마음을 키운다. 츠바사의 취향이 흔히 말하는 ‘쭉쭉빵빵’인 걸 알고서는 그렇게 되기 위해 노력은 하지만 잘 되지는 않는 듯.
최종화에서는 츠바사와 교제 중이며 그의 만화 일을 도와주는 어시스던트 겸 조언자로서 곁에 있게 된다. 하지만 아직 츠바사의 개인적인 취향에는 도달하지 못한 듯. 마호타로에서는 THE JUSTICE.

### 와시다 대학(鷲田大学)
시바 류타로 (紫羽龍太朗)
모모노 메구미보다 1살 연하지만 학년은 같은 연인, 20세.
꽤 쾌활한 청년이며 중요한 순간에 있어서는 자신의 의견을 확실히 말하는 심지 굳은 면도 보여준다. 원래 성격이 솔직한 사람이지만 좀 지나치게 솔직한 면이 있어서 주위를 곤란하게 만들기도 한다. 첫 등장은 번외편 중 하나인 ‘빛’에서 등장하여 모모노와는 중학교 때 만나서 교제를 시작했다. 그 후에는 프랑스(애니메이션에서는 미국)에서 영화감독이 되기 위한 꿈을 이루기 위해 영화 제작 현장에서 공부를 시작하고 가끔씩 모모노와 국제전화로 이야기를 나누거나 정기적으로 항공 우편을 보낸다. 모모노는 전화로 ‘다른 여자랑~’ 이라 잘 말하지만 그는 교제 전에 했던 약속('자기를 차 버리면 모모노는 이번에는 진짜로 죽을 거고 시바 류타로를 죽을 때까지 저주해 주겠다'라는 협박에 가까운)을 지키기 위해 다른 여자에게는 눈길도 주지 않는다. ‘너에게 완전히 빠졌어!’ 라며 공개 장소에서 단언할 정도로 바보 커플 행세를 잘하고 있다. 일시 귀국했을 때 모모노에게 청혼을 하여 혼인 신고를 한 뒤 둘이 같이 프랑스로 다시 떠나게 된다.
최종화에서는 변함없이 해외에서 생활하고 있으며 모모노와의 사이에서 루리(瑠璃)라는 딸이 하나 있다. 그에 맞춰 바보 커플은 초 바보 커플로 진화했다.
혼죠 타쿠미(本条 巧)
모모노와 같은 학교·학년인 대학생. 스즈하라 아야노(鈴原綾乃)와 교제중이며 20세. 취미는 천체관측이며 작가가 마호라바를 연재하기 전에 그렸던 단편 ‘Boys' n' Girls’에서 나왔던 캐릭터.
스즈하라 아야노 (鈴原綾乃)
모모노와 같은 학교·학년인 대학생. 혼죠 타쿠미(本条 巧)와 교제중이며 20세. 취미는 카라테이며 작가가 마호라바를 연재하기 전에 그렸던 단편 ‘Boys' n' Girls’에서 나왔던 캐릭터.

## 후타바긴자 역 앞 상점가(双葉銀座駅前商店街)
치구사 아사히 (千草 旭)
통칭 ‘아칸도(阿甘堂)의 점장 언니’, 29세. 162cm.
성우는 오컬트 부장과 같은 이토 시즈카다.
붕어빵 가게인 ‘아칸도(阿甘堂)’의 간판격인 아가씨. 조역천국에서는 주역에 가까운 존재이고 ‘아사히 언니’ 라는 이름이 붙었으며 나중에 그 이름이 본명이 된다. 본편에서는 출연이 꽤 적은 편이지만 후타바 상점가에서는 아이돌적인 존재인 듯.
황유리 (黄有麗 = 황요우리)
통칭 ‘요~’, 일본 이름 ‘스즈키 하나코(鈴木花子)’. 25세, 160cm.
성우는 리소나와 미치요 역을 맡은 모리야마 리쿠(森山理来).
때때로 시라토리와 만나게 되는 정체불명의 가내 노동자. 현재는 아칸도의 점원이다. 아칸도의 점원 이전에는 백화점의 보석가게 점원, 점술사, 보험설계사 등 여러 가지 일을 했었다. 거기다 몇 번 만났음에도 불구하고 시라토리의 얼굴을 기억하지 못한다. 시라토리가 코즈에의 생일 선물로서 산 아메리카 독(亜米利加的犬)은 그녀가 선물거래를 통해 받은 것을 판매한 것. 좀 수상한 행동을 자주 하며 신분사칭(위조여권), 사기(제비뽑기의 제비에 당첨이 없게 한다든지) 등이 주로 있지만 거짓말은 전혀 못한다. 중국인으로 추정되며 때때로 중국어도 하고 말끝에 ‘요~’를 잘 붙인다.
최종화에서는 아칸도가 점포 확장을 통해 마련된 2호점의 점장이 되어 남동생들(어느 새인가 알 수 없을 정도로 급격히 늘어나 있다)과 같이 경영 중이다. 마호타로에서는 THE PENTACLE.
채소가게 아저씨 (八百屋のおじさん)
채소가게 ‘야오나가(八百長)’ 아저씨. 본명 불명. 야오나가를 3대째 경영하고 있다.
아저씨 (おやっさん)
서점 ‘쇼보서방(書薄書房)’의 점장. 본명 불명. 이 서점은 츠바사가 아르바이트를 하는 곳으로서 시라토리가 처음으로 아르바이트를 했던 곳이기도 하다.

## 미나즈키 가(水無月家)의 인물
미나즈키 우시미츠 (水無月丑三)
52세, 185cm. 성우는 츠지 신파치(辻 親八).
쿠로사키 사요코(黒崎沙夜子)의 아버지이며 조각가이다. 석상 조각가로서 나이에 비해 우람한 체격이며. 오른쪽 눈에 안대를 하고 있다. 원래는 딸과 아내를 사랑하는 가정적인 사람. 겉으로야 뭐라고 하던 간에 아사미를 꽤 귀여워하며 아사미와 만났을 때부터 부인인 미나즈키 유우(水無月 夕)에게 아사미가 귀엽다고 하는 등 손녀딸은 끔찍이 챙기는 모습. 목공예를 하는 토비타 하루카가 그의 이름을 잘 알고 있을 만큼 조각 실력은 유명한 모양이다. 마호타로에서는 THE SWORD.
미나즈키 유우 (水無月 夕)
47세, 140cm. 성우는 미츠이시 코토노
쿠로사키 사요코의 어머니로서 겉보기에는 너무나도 어려 보여 실제 나이를 상상할 수 없다. 빛에 약한 모습을 보이며 특히 햇빛을 받았을 때에는 거의 죽을 지경이 된다. 낮에 외출할 때에는 양산과 검은 면사포가 필수. 반대로 해가 떠 있지 않은 밤에는 기운이 넘친다. 남편 우시미츠와 이야기가 통하지 않을 거 같을 때에는 지팡이로 발을 찍으며 가벼운 농담을 좋아한다. 사요코가 미나즈키 가에 돌아왔을 때에는 그녀가 별일 없이 건강하다는 것을 먼저 확인했으며 우시미츠와 사요코가 언쟁을 벌인 후에 우시미츠의 의견을 부정하지 않고 사요코의 말도 받아들여서 서로 화해하게 하는 계기를 만들어 주는 등 기본적으로 온화한 성격이다. 또한 두 사람이 서로 받아들이기 쉬운 제안을 해 주는 등 사려 깊은 모습도 보인다. 유우의 이러한 점과 아사미가 완고했던 우시미츠와 사요코를 이어주는 결정적인 역할을 했다. 마호타로에서는 WHEEL OF FORTUNE.
미나즈키 마히루 (水無月まひる)
14세, 142cm. 성우는 사이토 리에(斎藤梨絵).
우시미츠와 미나즈키의 딸로서 사요코의 동생이다. 어린 시절을 이탈리아에서 보냈기 때문에 일본어가 서툴다. 본인은 전혀 상관하지 않고 있지만 학교에서도 약간 겉도는 스타일. 어릴 적부터 계속 포커페이스인 타치바나(タチバナ)와 같이 살았기 때문에 그 영향인지 표정의 변화가 거의 없다. 하지만 표정의 변화가 없을 뿐 원래는 외로움도 많이 타고 눈물도 많다. 공 던지기의 달인. 세이단고 축제에서 바이올린을 켜는 사요코를 발견하고 타치바나와 함께 미나즈키 가로 데리고 온다. 최근에는 언니인 사요코보다 같은 또래인 아사미에게 관심을 많이 보이고 자주 아사미를 만나러 타치바나와 함께 나루타키 장에 온다. 친척 계보 상 아사미에게는 이모가 되지만 두 사람은 이모와 조카라기보다는 친구에 가깝다.
최종화에서는 대학생이 되고 아사미와는 변함없이 가족 같은 좋은 관계를 유지하고 있다.
마호타로에서는 THE HIGH PRIESTESS.
타치바나(タチバナ)
타치바나라는 이름이 본명인지 아닌지는 확실하지 않다. 23세, 171cm.
성우는 시로가네 미야비 선생 역을 맡은 키노시타 사야카(木下紗華).
미나즈키 가의 우수한 메이드로서 사격과 다트의 달인. 고수준의 무예를 갖춘 의문의 사람이다. 정보수집에서 경호까지 못하는 일이 없다. 자동차 면허도 갖고 있으며 운전이나 다른 차를 쫓는 것도 자랑할 만한 실력. 몸매도 꽤나 좋은 편으로서 그야말로 천하무적의 완벽한 메이드. 마히루가 어릴 적부터 항상 같이 지내왔으며 그녀의 보디가드 역할도 맡고 있다. 마히루와 같이 감정 표현을 잘하지 않는 편이지만 사실은 곰 인형 같은 소녀 취향의 귀여운 물건을 굉장히 좋아하며 매일 아침에 일어나면 곰 인형한테 아침 인사를 하는 등 겉보기와는 다른 모습을 보인다. 마히루와 같이 나루타키 장에 갈 때에는 정원에 있던 ‘압권 베어(圧巻ベアー:타마미의 코즈에 생일 선물)’에서 놀기도 한다. 또한 그녀 특유의 소녀 취향 때문에 '파자마 파티는 소녀의 꿈', '로마에서는 반드시 스페인 광장의 젤라또를 먹어야 한다.'라는 말을 꺼내게 하고 실제로도 저런 것을 동경하고 있다. 또한 키가 너무 큰 것이 컴플렉스. 모모노 메구미에게 마히루와 세트로 ‘살인자 브라더스’라고 불리고 있으며 타치바나는 ‘살인자 브라더스(형)’ 이라고 불리고 있다. ‘마호라바 Blue’ 에서나오는 그녀에 대한 반은 조작된 이야기(중요한 것은 반은 진짜라는 거)에서 과거에 대한 이야기를 하지만 그 이야기가 진짜라고 하면 본인도 자신의 본명을 모르고 있을 가능성이 높다. 꿈은 키가 좀 작아져서 귀여운 신부가 되는 것. 마호타로에서는 THE JUDGEMENT.
우츠기 사쿠라(空木 桜)
통칭 ‘사쿠라(サクラ)’, 22세. 160cm. 성우는 이노쿠치 유카(猪口有佳).
미나즈키 가의 얼뻥한 메이드. 특기는 자칭 청소와 빨래지만 요리는 절망적이다. 우수한 타치바나와는 극과 극을 달리는 존재이다. ‘후에에~’가 입버릇. 미나즈키 유우에게 과거에 은혜를 입은 듯하며 그녀에게 은혜를 갚기 위해 열심히 일하는 것을 목표로 하고 있지만 잘 되지는 않는다. 조역천국에서는 이름이 붙은 이후로 본편 출연 횟수도 많아져 조역에서 벗어나게 된 제 1호. 우츠기 히로(空木 尋:코즈에의 같은 반 친구)의 언니. 마호타로에서는 히로와 같이 THE WAND.
운전기사(運転手さん)
본명 불명, 남자. 미나즈키 가의 운전기사. 평범한 역할로서 아사미를 학교에 데려다 줬을 때와 새해 첫 참배(하츠모우데:初詣)에 갔을 때에 등장했다.

## 기타 인물들
쿠로사키 (黒崎 - 본명 불명)
사요코의 남편이자 아사미의 아버지. 부모의 얼굴조차 모르는 고아이다. 미나즈키 가에서 정원사로 일하던 중 사요코와 만나 사랑하게 되어 같이 미나즈키 가를 뛰쳐나와 사요코와 결혼했지만 그 직후에 바로 사고를 당해 죽게 된다. 사요코와 결혼하기 전에 결혼했던 경력이 있는 거 같지만 그의 전처가 지금 어떻게 살고 있는지는 모른다.
토비타 하루카 (鳶田 遙)
통칭 ‘목공예 여성’, 사요코가 산책을 하던 중 만난 사람이다. 여성 치고는 꽤 큰 키에 그냥 봐서는 잘 모르겠지만 어쨌든 여성. 사요코가 만든 아사미의 나무 인형에 감명을 받아 사요코를 찾고 있다. 그 후 아사미와 만나게 되지만 그녀의 친구들에게 스토커로 오해 받아 쫓겨난다. 아마 불순한 의도를 갖고 접근한 남성이라고 오해를 받았을 가능성이 높다.
최종화에서는 무사히 사요코와 만나서 같이 목공예가로서 활동하게 된다. 하지만 하는 일은 사요코의 경리 및 사무적인 일을 전담하고 있는 듯하다.
아오바 소이치로 (蒼葉総一朗)
코즈에의 증조부로서 코즈에와 하이바라가 관리하기 이전에 나루타키 장을 관리했던 사람. 이미 죽은 사람이다. 애니메이션에서 먼저 ‘아오바 소이치로’ 라는 이름을 쓰고 있었으며 원작에서도 나중에 이 이름을 쓰게 되어 ‘아오바 소이치로’가 정식 명칭이 되었다. 손녀 부부의 불화에 염려가 많았던 듯 싶다. 그의 장례식 중에 코즈에는 시라토리와 처음 만나게 된다. 또한 하이바라에게 있어서도 좋은 관리인이자 부모를 일찍 잃은 그에게 있어 좋은 부모이기도 한 은인이다. 그가 죽음은 코즈에와 하이바라에게 있어 커다란 슬픔이었음에 분명하다.
코즈에의 부모 (梢の両親)
코즈에의 부모, 부인 쪽이 아오바 소이치로의 손녀이다. 코즈에의 꿈속에서도 싸우는 모습이 나오지만 아오바 소이치로의 장례식에서 조차 싸울 정도로 부부간의 사이는 별로 좋지 않다. 애니메이션에서는 부부 사이가 좋지 않았다는 묘사는 없지만 코즈에가 중학교 때에 사고로 죽은 다음 코즈에의 ‘변신’이 시작되는 계기를 만들게 된다.
시바 루리 (紫羽瑠璃)
시바 류타로(紫羽龍太朗)와 메구미 사이에서 태어난 딸. 메구미의 원래 성격과 닮아 수줍음이 많은 성격. 자신이 흥미가 있는 것에 대해서도 제대로 말을 못할 정도로 수줍음이 많다. 시라토리가 쓴 그림책을 좋아한다. 부모로부터는 굉장히 사랑받고 있다.
그것 (それ)
별명 ‘하루(ハル:봄)’이며 시라토리가 그린 그림책에 출연했다. 머리에 꽃이 핀 소녀의 형상을 한 캐릭터. 캐릭터의 모델은 코즈에이다. 하반신은 땅 속에 묻혀있으며 하반신이 어떻게 되어있는지는 모른다. 말을 할 수는 없지만 그 나름대로 의사 표현은 한다. 그렇지만 머리는 그다지 좋지 않은 듯. 마호라바 蒼에 수록된 '하루(ハル)'의 초안에서는 화분 아래쪽에 뿌리가 나와있고 그 뿌리를 다른 사람이 보면 부끄러워한다.
마호타로에서는 THE CUP.

## 주요 무대

### 나루타키 장(鳴滝荘)
토쿄도 미나토구 후타바다이 2-3-13(東京都港区双葉台2-3-13). 단층 건물로서 입 구[口]자 형태를 한 건물이다. 내부 정원은 나무가 꽤 많다. 취사장은 공용으로 쓰며 화장실과 욕실 역시 남녀 구분이 되어 공동 사용이다. 이 건물이 빌딩들 사이에 있기 때문에 멀리서 본다면 꽤 위화감이 있는 풍경이 된다. 근처에 전철역, 상점가와 편의점, 공원 등이 있다. 신발을 신고 안으로 들어올 수는 없으며 취사장에만 에어컨이 설치되어 있다. 새 입주자는 집주인인 코즈에가 새 식기를 사준다. 복도에 있는 기둥 중 하나는 가짜로서 안에 사람이 들어갈 수 있는 공간이 있으며 가짜 기둥의 제작자는 타마미. 정원에는 연못이나 코즈에가 취미로 가꾸는 밭이 있다. 때때로 모모노 메구미의 주도로 철야 연회가 벌어지기도 한다. 살고 있는 주민 모두에게 있어서도 ‘소중한 장소(真秀場:마호라바)’이기도 하다.

### 후타바 상점가(双葉銀座)
아칸도 (阿甘堂)
붕어빵과 일본 전통 과자를 파는 가게이다. 아칸도의 점장인 치구사 아사히는 항상 여기에 있다. 계속 여러 가지 직업을 전전하던 황유리 씨가 최종적으로 일하게 된 가게이기도 하다. 경영은 순조롭게 되어 황유리씨가 2호점을 오픈했다.
야오나가 (八百長)
야채가게 아저씨가 있는 장소. 야오나가는 종종 ‘야오쵸’로 잘못 읽히기도 한다.
애니메이션에서는 시라토리가 서점이 아닌 이곳에서 아르바이트를 했다.
쇼보서방 (書簿書房)
원작에서는 츠바사가 아르바이트를 하는 곳으로서 시라토리가 임시로 아르바이를 하기도 했던 서점. 영업시간은 오전 10시부터 오후 8시. 서점 주인은 미치요의 아버지와 닮은 것 같다.
슈퍼마켓 마루카츠 (スーパーマルカツ)
시라토리가 아사미와 함께 저녁 식사 재료를 사러 갔던 가게. 반값 아저씨가 이곳에 있다. 그리고 이 반액 세일 시간에 아사미는 항상 드센 주부들에게 밀려 고전한다.
가세 (GASE)
후타바 상점가 내의 게임 센터. 타마미가 크레인 게임에서 안에 있는 모든 상품을 꺼내서 점장을 울린 장소가 이곳이다. 모델은 SEGA 게임 센터로 보인다.
후타바다이 시네마 (テアトル双葉台)
시라토리가 모모노와 함께 외출해서 영화를 봤던 곳. 덧붙여서 두 사람이 봤던 영화는 ‘심령주살사 타오마루(心霊呪殺士太夫丸)’와 ‘인의 눈물의 배틀(仁義泣きバトル)’의 두 가지.
파우스트 키친 (ファウストキッチン)
시라토리가 모모노와 함께 외출해서 식사를 한 곳. 고교 진학후의 아사미가 아르바이트를 하는 곳이다. 모델은 패스트 키친이라 보인다. 파우스트라는 이름처럼 외견과 메뉴가 참 웃기다.
BOOKON (ブックオン)
코즈에가 ‘업무용 냄비 대전(業務用大鍋大全)’과 ‘서바이벌 요리 강좌’ 책을 산 서점. 그 외의 사항으로는 그림책 ‘빈혈 고양이(貧血猫丸)’ 같은 기묘한 책도 취급하고 있다. 모델은 ‘BOOKOFF’라 보이지만 고서점은 아니다.
세이브 백화점 (SAVEデパート)
코즈에가 임금님 권을 써서 시라토리와 함께 쇼핑을 하러 간 곳이다. 여기서 시라토리와 황유리 씨가 계속 마주치기 시작한다. 시라토리는 여기서 코즈에에게 새 식기를 선물 받았다. 모델은 세이부 백화점(西武百貨店)으로 보인다.

### 그 외 지역
스메라기 디자인 전문학교 (皇デザイン専門学校)
시라토리가 다니는 미술 전문학교. 장소는 후타바다이 역에서 전철로 15분 정도 걸리는 곳에 있다. 도심 속에 빌딩가에 자리 잡고 있어서 그런지 시설도 꽤 훌륭한 편이다. 건물의 몇 개 층을 쓰고 있는지는 모른다.
세이카 단기대학 부속 고교 (青華短大付属高校)
코즈에와 타마미, 오컬트 부장이 다니는 고등학교. 줄여서 ‘세이단고’. 이름에서 알 수 있듯이 단기대학의 부속학교라서 초등학교에서 대학교까지 계속 진학할 수 있는 모양. 타마미도 말한 적이 있지만 여학교로서 남자는 출입 금지. 학교 축제 기간에도 가족용 티켓이 없으면 들어오지 못한다.
와시다 대학 (鷲田大学)
모모노와 친구들이 다니는 대학. 비교적 청결한 학교라 보이고 학교 식당 등의 시설이 잘 갖추어져 있다. 메구미가 전철로 학교에 갈 때 세이단고 학생들이 보이는 걸 봐서는 나루타키 장에서도 그렇게 멀지는 않은 것 같다. 모델은 와세다 대학(早稲田大学)으로 보인다.
미나즈키 가 (水無月 家)
우시미츠, 유우, 마히루가 살고 있는 저택. 타치바나와 사쿠라 등의 메이드들도 여기에 살고 있다. 유우가 빛에 약한 관계로 저택 안은 조금 어두운 편이다. 예술가인 우시미츠의 취미 덕에 저택 내부에는 그림과 조각 같은 미술품이 여기저기에 널려있다.

## 애니메이션 〈마호라바～Heartful days〉

### 스태프
- 기획：타구치 코지(田口浩司), 오츠키 토시미치(大月俊倫))
- 시리즈 구성 : 야마다 야스노리(山田靖智)
- 캐릭터 디자인 : 후지이 마사히로(藤井昌宏)
- 미술감독 : 이카 히로(居垣宏), 아즈마 쥰이치(東潤一)
- 색채설정 : 안도 토모미(安藤智美)
- 촬영감독 : 쿠로사와 유타카(黒澤 豊)
- 편집 : 세키 카즈히코(関 一彦)
- 음향감독 : 타카하시 츠요시(高橋 剛)
- 음악 : 안네(アンネ)
- 음악제작 : 스타 차일드 레코드(スターチャイルドレコード)
- 음악제작 협력 : TV TOKYO MUSIC
- 음향효과 : 이토가와 코로(糸川幸良)
- 음향제작 담당 : 카와시마 세이이치(川島誠一)
- 녹음 조정 : 후지카시 마모루(藤樫 衛)
- 음향 제작 : 글로 비젼(グロービジョン)
- 녹음 조수 : 미우라 타쿠야(三浦拓也)
- 프로그램 담당 : 토후가시(東不可止)
- 프로그램 선전 : 코사카 키요토(脇坂清人)
- 협력 : BIGSHOT(ビックショット)
- 프로듀서 : 모리야마 아츠시(森山 敦)
- 기획 협력 : 쿠보타 켄이치(窪田健一), 쿠라시게 노부유키(倉重宣之)
- 애니메이션 제작：J.C.STAFF
- 부감독：나가이 타츠유키(長井龍雪)
- 감독：키무라 신이치로(木村真一郎)
- 제작：마호라바 제작위원회(まほらば製作委員会)

### 주제가
- 오프닝 테마 ‘大事♥Da・I・Ji’ (TV 방송 2~21/23~25화 / DVD에서는 2~26화)

노래 : 사에키 미오(佐伯美愛)・시라이시 료코(白石涼子)
작사 : 마키호 에미(牧穂エミ)
작곡 : 타카이 우라라(高井ウララ)
편곡 : 마키노 노부히로(牧野信博).
- 엔딩 테마 ‘僕のスピードで’ (TV 방송 1~24/26화 / DVD에서는 전편)

노래・작사・작곡 : 요네쿠라 치히로(米倉千尋)
편곡 : 타카야마 카즈메(高山和芽).
두 앨범 전부 KING RECORD(STAR CHILD)에서 CD가 발매되었다.

### 방영 리스트
1. 나루타키 장에 오신 걸 환영해요! / ようこそ鳴滝荘へ
2. 집주인의 비밀 / 大家さんのひみつ
3. 소중한 곳 / 大切な場所
4. 따끈따끈 / ぬくぬく
5. 긍정부정 / ネガポジ
6. 타마미의 체크 / 珠チェック
7. 숨바꼭질 / かくれんぼ
8. 쇼핑 / おかいモノ
9. CORRECT! / これくと!
10. 스케치 / スケッチ
11. 마음… / 想い…
12. 여름이다! 수영복이다! 해수욕이다! / 夏だ! 水着だ! 海水浴だ!
13. 나루타키 장의 보물 / 鳴滝荘のタカラモノ
14. 여름의 끝에서 / 夏の終わりに
15. …일지도 / …かも
16. 천객만래 / 千客万来
17. 하늘의 빛깔 / そらのいろ
18. 야옹 야옹 야옹 / にゃーにゃーにゃー
19. 모두의 하루 / みんなの一日
20. 세이카 축제에서 / 学園祭にて
21. 부모자식 / 親・子
22. 소중한… / 大事…
23. 단풍잎 속에서 / 紅葉の中で
24. 방울 / すず
25. 고하는 밤 / 告げる夜
26. 마호라바 / まほらば

제25화와 26화는 1시간 스페셜로 같은 날에 방송했다.
또한 DVD에서는 1시간 스페셜이 아닌 두 개 에피소드로 나뉘어 있다.

## 인터넷 라디오 방송
- 사랑의 마호라바 극장(愛のまほらば劇場 : 아라이 사토미:新井里美/시라이시 료코:白石涼子) - 2005년 7월 15일까지 방송.

## 관련 상품

### 단행본 (한국:발매 중단)
1. 제1권 - 2004년 4월 23일 발행 ISBN 89-527-3693-1
2. 제2권 - 2004년 6월 12일 발행 ISBN 89-527-3842-X
3. 제3권 - 2004년 7월 24일 발행 ISBN 89-527-4061-0
4. 제4권 - 2004년 9월 13일 발행 ISBN 89-527-4111-0

### 단행본 (일본)
1. 제1권 - 2001년 7월 발행 ISBN 4-7575-0501-9
2. 제2권 - 2002년 1월 발행 ISBN 4-7575-0625-2
3. 제3권 - 2002년 7월 발행 ISBN 4-7575-0750-X
4. 제4권 - 2002년 12월 발행 ISBN 4-7575-0848-4
5. 제5권 - 2003년 9월 발행 ISBN 4-7575-1039-X
제5권 - 초회한정판 / 2003년 9월 발행 ISBN 4-7575-1040-3
6. 제6권 - 2003년 12월 발행 ISBN 4-7575-1115-9
7. 제7권 - 2004년 9월 발행 ISBN 4-7575-1278-3
8. 제8권 - 2004년 12월 발행 ISBN 4-7575-1340-2
제8권 - 초회한정판 / 2004년 12월 발행 ISBN 4-7575-1329-1
9. 제9권 - 2005년 4월 발행 ISBN 4-7575-1415-8
10. 제10권 - 2005년 11월 발행 ISBN 4-7575-1531-6
11. 제11권 - 2006년 5월 발행 ISBN 4-7575-1675-4
12. 제12권 - 2006년 7월 발행 ISBN 4-7575-1728-9

### 마호라바 공식 팬 북(まほらば公式ファンブック)
- 마호라바 蒼(まほらば蒼) - 2005년 8월 발행 ISBN 4-7575-1490-5
캐릭터 설정 등의 상세한 설정을 수록한 공식 자료집.
타치바나의 과거를 그린 단편 ‘Forza Tachibana!’ 도 수록되어 있다.

- 마호라바 白(まほらば白) - 2006년 7월 발행 ISBN 4-7575-1732-7
강강 WING의 표지 그림으로 쓰였던 커버 일러스트와 미수록 4컷 만화.
새로 그린 추가 일러스트가 실린 올 컬러 책.

- 마호라바 시험판(まほらばお試し版)
애니메이션화 된 다음 서점 계산대에서 무료 배포하던 소책자. 원작 12권의 '지금 이 시간을(今この時を)', 그리고 간단한 캐릭터 소개가 수록되어 있다.

### 월간 강강 WING(月刊ガンガンWING) 부록
- 마호라바 朱(まほらば朱) : 2005년 4월호 부록
원작 만화 제1, 2화와 비공개 만화 ‘파라노이아’, ‘마호로바’를 수록.
- 마호라바 朱・碧(まほらば朱・碧) 전용 커버 : 2005년 5월호 부록
- 마호라바 碧(まほらば碧) : 2005년 6월호 부록
단편만화 ‘Boys' n' Girls’ 외, 게임 앤솔로지 7편 수록.
- 마호라바 金(まほらば金) : 2005년 8월호 부록
TV 애니메이션과 같은 캐스팅의 신작 미니 드라마 CD 1편.
- 마호라바 銀(まほらば銀) : 2005년 9월호 부록
TV 애니메이션과 같은 캐스팅의 신작 미니 드라마 CD 2편.
- 마호라바 단행본 10권 가짜 커버(まほらば単行本10巻偽カバー) : 2006년 2월호 부록

### 마호타로(まほタロ)
마호라바의 캐릭터가 그려진 22장 세트의 타로카드. 원작자가 직접 그린 것으로 정규 번호 외에도 배경이 간략화 된 양산형, 정규 번호와는 다른 그림이 그려진 가짜 타로, 프리즘 가공 처리가 된 특별판 등이 존재한다. 주로 관련 상품의 부록으로서 단행본과 잡지의 입수만으로는 전부 모을 수 없고 다 모으는 것도 물론 어렵다.
| No    | 카드                 | 캐릭터                                               | 입수법                                                     |
| ----- | -------------------- | ---------------------------------------------------- | ---------------------------------------------------------- |
| I     | The Magician         | 콘노 나츠메(紺野 棗)                                 | 단행본 제3권 초판                                          |
| II    | The High Priestess   | 미나즈키 마히루(水無月まひる)                        | 단행본 제4권 초판                                          |
| III   | The Empress          | 시로가네 미야비(銀 雅)                               | 단행본 제4권+강강 WING 응모                                |
| IV    | The Emperor          | 아마네 미즈호(亜麻根瑞穂)                            | 단행본 제4권+강강 WING 응모                                |
| V     | The Hierophant       | 아이자와 리소나(藍沢理想奈)                          | 단행본 제4권+강강 WING 응모                                |
| VI    | The Lovers           | 미도리카와 치유리(緑川千百合)                        | 단행본 제4권+강강 WING 응모                                |
| VII   | The Chariot          | 모모노 메구미(桃乃 恵)                               | 드라마 CD '여행이다, 사건이다, 마호라바다!!' 초회판에 수록 |
| VIII  | The Strength         | 아카사카 사키(赤坂早紀)                              | 단행본 제7권 초판                                          |
| IX    | The Harmit           | 하이바라 유키오&류세이 죠니(灰原由起夫&流星ジョニー) | 단행본 제8권 초판                                          |
| X     | The Wheel of Fortune | 미나즈키 유우(水無月 夕)                             | 강강 WING 2005년 3월호 부록                                |
| XI    | The Justice          | 아사기 미치요(浅葱三千代)                            | 강강 WING 2005년 4월호 부록                                |
| XII   | The Hangedman        | 시라토리 류시(白鳥隆士)                              | 강강 WING 2005년 5월호 부록                                |
| XIII  | The Death            | 쿠로사키 사요코(黒崎沙夜子)                          | 단행본 제9권 초판                                          |
| XIV   | The Temperance       | 쿠로사키 아사미(黒崎朝美)                            | 강강 WING 2005년 6월호 부록                                |
| XV    | The Devil            | 오컬트 부장(部長)                                    | 강강 WING 2005년 7월호 부록                                |
| XVI   | The Tower            | 챠노하타 타마미(茶ノ畑珠実)                          | 강강 WING 2005년 8월호 부록                                |
| XVII  | The Star             | 카나자와 나나코(金沢魚子)                            | 강강 WING 2005년 9월호 부록                                |
| XVIII | The Moon             | 마츠바 사츠키(松葉五月)                              | 강강 WING 2005년 10월호 부록                               |
| XIX   | The Sun              | 시라토리 류코(白鳥隆子)                              | 단행본 제10권 초판                                         |
| XX    | The Judgement        | 타치바나(タチバナ)                                   | 단행본 제11권 초판                                         |
| XXI   | The World            | 아오바 코즈에(蒼葉梢)                                | 단행본 제12권 초판                                         |
| 0     | The Fool             | 야마부키 츠바사(山吹 翼)                             | 강강 WING 2005년 2월호 부록                                |
| EX    | The Wand             | 우츠기 사쿠라&히로(空木 桜&尋)                       | 강강 WING 2005년 11월호 부록                               |
| EX    | The Sword            | 미나즈키 우시미츠(水無月丑三)                        | 강강 WING 2005년 11월호 부록                               |
| EX    | The Cup              | 그것(それ)                                           | 강강 WING 2005년 11월호 부록                               |
| EX    | The Pentacle         | 황유리(黄有麗)                                       | 강강 WING 2005년 11월호 부록                               |
| SP    | THANK YOU!           | 나루타키 장 일동(鳴滝荘メンバー)                     | 강강 WING 2006년 7월호 부록                                |

### CD・DVD

#### 드라마 CD
- 《여행이다, 사건이다, 마호라바다!(旅だ、事件だ、まほらばだ!!)》
이 드라마 CD의 캐스팅은 애니메이션과 다르다.
  - 아오바 코즈에(蒼葉 梢) : 나카하라 마이(中原麻衣)
  - 시라토리 류시(白鳥隆士) : 박로미(朴璐美)
  - 모모노 메구미(桃乃 恵) : 토요구치 메구미(豊口めぐみ)
  - 챠노하타 타마미(茶ノ畑珠実) : 아사노 마스미(浅野真澄)
  - 쿠로사키 사요코(黒崎沙夜子) : 카와스미 아야코(川澄綾子)
  - 쿠로사키 아사미(黒崎朝美) : 시미즈 아이(清水 愛)
  - 하이바라 유키오&류세이 죠니(灰原由起夫&流星ジョニー) : 하야미 쇼(速水 奨)

#### TV 사운드 트랙
- 마호라바～Heartful days～ 보컬&드라마 앨범 ‘나루타키 장에, 어서 오세요.(鳴滝荘へ、いらっしゃい)’
- 마호라바～Heartful days～ 사운드 트랙&드라마 앨범 ‘조역천국…일지도(脇役天国…かも)’

#### DVD
DVD의 홀수 번호는 한정판과 통상판이 있다. 기한 한정판은 통상판의 1개월 전에 발매되어
캐릭터 카드와 관련 상품이 하나가 첨부되어 있다.
- 마호라바～Heartful days - Vol. 1 [DVD+사운드 트랙CD] 1~3화 수록 (2005년 5월 11일 발매)
- 마호라바～Heartful days - Vol. 1 [통상판] 1~3화 수록 (2005년 6월 8일 발매)
- 마호라바～Heartful days - Vol. 2 4~6화 수록 (2005년 6월 8일 발매)
- 마호라바～Heartful days - Vol. 3 [DVD+전권 수납용 박스] 7~9화 수록 (2005년 7월 16일 발매)
- 마호라바～Heartful days - Vol. 3 [통상판] 7~9화 수록 (2005년 8월 3일 발매)
- 마호라바～Heartful days - Vol. 4 10~12화 수록 (2005년 8월 3일 발매)
- 마호라바～Heartful days - Vol. 5 [DVD+데스크탑용CD-ROM] 13~15화 수록 (2005년 9월 7일 발매)
- 마호라바～Heartful days - Vol. 5 [통상판] 13~15화 수록 (2005년 10월 5일 발매)
- 마호라바～Heartful days - Vol. 6 16~18화 수록 (2005년 10월 5일 발매)
- 마호라바～Heartful days - Vol. 7 [DVD+2006년 탁상 캘린더] 19~21화 수록 (2005년 11월 2일 발매)
- 마호라바～Heartful days - Vol. 7 [통상판] 19~21화 수록 (2005년 12월 7일 발매)
- 마호라바～Heartful days - Vol. 8 22~24화 수록 (2005년 12월 7일 발매)
- 마호라바～Heartful days - Vol. 9 [DVD+그림책(うめぼし姫)] 25・26화 수록 (2006년 1월 12일 발매)
- 마호라바～Heartful days - Vol. 9 [통상판] 25・26화 수록 (2006년 1월 12일 발매)

## 추가 사항
- 마호라바(摩倍邏摩:まほらま), 마호로바(麻本呂婆:まほろば), 마부라호, 마브러브, 마호로매틱 등과는 일절의 관계가 없는 작품이다. 단 애니메이션의 감독인 키무라 신이치로(木村真一朗)는 TV 애니메이션 마부라호의 감독이기도 하다. 또 애니메이션 제작사가 J. C. STAFF라는 점과 아사노 마스미(浅野真澄)와 이노구치 유카(猪口有佳)가 두 작품 모두 출연한다는 것도 공통점이다.

- 애니메이션에서는 아오바 코즈에의 해리성동일성장해와 쿠로사키 사요코의 자살 시도 버릇이 일본 교육위원회나 일본 방송윤리심의위원회 및 방송사 심의에 맞지않아 ‘변신’, ‘도망가려는 버릇’으로 설정이 바뀌었다. 또 모모노의 나이가 제1화 시점에서 20세로 되어있고(미성년자는 음주를 할 수 없기 때문) 시라토리의 친구인 아마네 미즈호의 못 박힌 배트는 메가폰이 되었다. 이러한 설정변경 때문에 원작 팬에게는 비판적인 평가도 받고 있다.

### 해리성동일성장해를 너무나도 가볍게 다루고 있다는 점에 대한 비판
마호라바에 대한 비판 중 가장 많은 부분을 차지하는 것으로 해리성동일성장해 - 즉 다중인격을 너무나도 가볍게 다룬다는 점이 일본에서 큰 비판거리가 되었다. 일본의 한 TV 방송에 의해 특집 편성된 '어릴 적부터의 심한 폭력에 의한 다중인격 사례'라는 방송에서 해당 인물에 대한 사건의 전말과 그 재연, 또한 사고 뒤의 해당 인물이 살아가는 모습 등에 대해서 다룬 적이 있다. 이 중 많은 일본인이 경악한 장면은 해당 인물이 다중인격의 증상을 보여주는 장면이었는데 원래의 친절하고 상냥한 인격과 폭력적인 30대 정도의 남성의 인격, 4~5세 정도의 어린 여자아이의 인격이 번갈아가면서 해당 인물을 괴롭히는 장면은 시청자들에게 큰 충격을 안겨주기에 충분했다. 이러한 장면은 사회적으로 굉장한 파장을 가져오게 되고 시기상으로 겹친 것인지 아니면 이러한 '핫 이슈'를 곧바로 차용한 것인지는 알 수 없지만 이 다중인격을 이야기의 핵심 소재로 삼고 있는 마호라바에 대한 비판은 매우 거셌으며 이 장애를 다루는 데 있어서의 심각함에 비판이 제기될 당시에 전혀 다루어 지지 않고 있다는 것이 문제가 되었다.
비록 작품 중반쯤에 가서 이 다중인격에 대한 심각성이 다루어지고 있으나 애니메이션에서는 거의 다루어지지 않고 있다는 점 역시 많은 이로부터 원성을 사는 부분이다. 이러한 점은 작가가 의도적으로 '다중인격'에 대한 부정적인 이미지를 걷어내기 위해 이와 같이 구성했다고 한다 하더라도 그 논란에서 자유롭지는 못할 것이다.